# Linda Megner
Linda Susanne Megner, född 29 april 1971 i Högalids församling, Stockholm, är en svensk barnskådespelare. Hon gjorde rollen som Lena i filmen En kärleks sommar och rollen som Frida i Kristoffers hus.

## Filmografi
- 1979 – En kärleks sommar
- 1979 – Kristoffers hus

### Fotnoter
1. ↑  ”Linda Megner”. Svensk Filmdatabas. http://www.sfi.se/sv/svensk-filmdatabas/Item/?type=PERSON&itemid=72078&ref=%2ftemplates%2fSwedishFilmSearchResult.aspx%3fid%3d1225%26epslanguage%3dsv%26searchword%3dLinda+Megner%26type%3dPerson%26match%3dBegin%26page%3d1%26prom%3dFalse. Läst 6 augusti 2012.